# Mr. Corman
Mr.Corman és una sèrie de televisió estatunidenca del gènere Comèdia dramàtica, creada, escrita, dirigida i protagonitzada per Joseph Gordon-Levitt. La sèrie es va estrenar el 6 d’agost de 2021 a través del servei de subscripció Apple TV+. Consta de 10 episodis de 30 minuts cadascun.
L'1 d'octubre de 2021, es va emetre el desè i últim capítol,The Big Picture , Apple va anunciar la cancel·lació de la sèrie, després d'una única temporada.

## Sinopsi
Josh Corman és un professor de cinquè de primària, atemorit per ansietat i temor existencial, que qüestiona les seves decisions de vida.

## Repartiment

### Personatges principals
- Joseph Gordon-Levitt: Josh Corman
- Arturo Castro : Victor, company de pis de Josh Corman

### Personatges recurrents
- Debra Winger: Ruth Corman, mare d'en Josh
- Shannon Woodward: Elizabeth Corman, germana d'en Josh
- Logic: Dax, amic d'en Dash i influencer
- Juno Temple: Megan, ex xicota d'en Josh
- Aracely Padilla : Mandy, alumne
- Jordan Galindo : Ramon, alumne
- Alexander Jo : Brian
- Veronica Falcon: Beatriz, companya de feina d'en Josh
- Emily Tremaine: Lindsey
- Benji Purchase : Josh de jove
- Noah Segan : Sam
- Lucy Lawless: Cheryl, mare de la Megan
- Jamie Chung: Emily
- Amanda Crew: Ms. Perry-Geller,companya de feina d'en Josh i professora d'art.
- Hugo Weaving: Artie

## Episodis

### Primera temporada (2020)
| Episodi | Títol                  | Direcció             | Guió                                     |
| 1       | "Good Luck"            | Joseph Gordon-Levitt | Joseph Gordon-Levitt                     |
| 2       | "Don’t Panic"          | Aurora Guerrero      | Bruce Eric Kaplan                        |
| 3       | "Happy Birthday"       | Joseph Gordon-Levitt | Bruce Eric Kaplan                        |
| 4       | "Mr.Morales"           | Aurora Guerrero      | Roja Gashtili i Julia Lerman             |
| 5       | "Action Adventure"     | Joseph Gordon-Levitt | Roja Gashtili i Julia Lerman             |
| 6       | "Funeral"              | Joseph Gordon-Levitt | Rosa Handelman                           |
| 7       | "Many Worlds"          | Joseph Gordon-Levitt | Rosa Handelman                           |
| 8       | "Hope You Feel Better" | Joseph Gordon-Levitt | Joseph Gordon-Levitt                     |
| 9       | "Mr.Corman"            | Joseph Gordon-Levitt | Joseph Gordon-Levitt                     |
| 10      | "The Big Picture"      | Joseph Gordon-Levitt | Joseph Gordon-Levitt i Bruce Eric Kaplan |

## Al voltant de la sèrie
Mr. Corman ha estat creada, escrita, produïda, dirigida i interpretada per Joseph Gordon-Levitt, tot i que ell mateix declara que és un esforç col·laboratiu. Dos dels episodis han estat dirigits per la cineasta estatunidenca d'origen mexicà Aurora Guerrero

### Crítiques
La primera temporada va rebre valoracions positives dels crítics, sèrie de ritme pausat amb meditacions poètiques, tendres i sorprenents sobre la vida i les relacions personals, obtenint una aprovació del 70% a l'agregador Rotten Tomatoes, amb puntuació mitja del 5,80 /10 sobre un total de 40 anàlisis i a un 66% de l'audiència els va agradar.
Segons la critica que fa Héctor Llanos a El País, la sèrie de Gordon-Levitt per Apple TV+ retrata amb realisme, però amb una visió analítica molt singular, temes com la salut mental i el dia a dia d'un artista frustrat en un Los Angeles molt allunyat de Hollywood.